# Ван Уверт, Эгберт
Эгберт ван Уверт (нидерл. Egbert Jan van 't Oever; 15 июля 1927, Лиссе, Нидерланды — 5 октября 2001, Лиссе) — нидерландский конькобежец, двукратный призёр чемпионата Нидерландов в классическом многоборье 1954 и 1955 года. Участник зимних Олимпийских игр 1952 и 1956 года.

## Биография
Эгберт ван Уверт родился в городе Лиссе, провинция Южная Голландия. После завершения карьеры конькобежца работал тренером женских команд, региональных команд, голландской юношеской команды и мужские команды, а после -.женской конькобежной команды сборной Нидерландов. Под его руководством Ивонн ван Геннип трижды становилась олимпийской чемпионкой. Умер 5 октября 2001 года от колоректального рака, что был диагностирован за полтора года до его кончины. В память о нём и его заслугах с 2002 года была учреждена ежегодная премия Эгберта ван Уверта. Денежным поощрением и памятной наградой ежегодно в Амстердаме отмечают лучших подающих надежды конькобежцев Нидерландов.
За свою карьеру ван Уверт не смог выиграть какую-либо медаль на соревнованиях международного уровня. Более удачно он выступал в Нидерландах. Единственную золотую медаль он выиграл чемпионате Нидерландов в классическом многоборье среди мужчин 1954 года, что проходил в районе — Везенланден(Зволле). По сумме своих выступлений ван Уверт с результатом 213,415 очков занял 1-е место в итоговом положении, обогнав свое соотечественников (Корнелис «Кокки» ван дер Эльст — 214,095, 2-е место), (Ян Верверс — 220,402 очков, 3-е место).
На зимних Олимпийских играх 1956 года, которые стали вторыми в его карьере, Эгберт ван Уверт был заявлен для участия в забеге на 10 000 м. 31 января 1956 года на катке Pista Fiames он завершил свой забег на 10 000 м среди мужчин с результатом 17:37.7. В общем итоге ван Уверт занял 25-е место.